# Nguyễn Hữu Văn
Nguyễn Hữu Văn – wietnamski zapaśnik walczący w stylu klasycznym.
Brązowy medalista igrzysk Azji Południowo-Wschodniej w 1997. Złoty medalista mistrzostw Azji Południowo-Wschodniej w 1997 roku.